# Kérouané (prefektur)
Kerouane Prefecture är en prefektur i Guinea.   Den ligger i regionen Kankan Region, i den sydöstra delen av landet, 500 km öster om huvudstaden Conakry. Antalet invånare är 124 625. Arean är 7 020 kvadratkilometer. Kerouane Prefecture gränsar till Kankan Prefecture, Beyla Prefecture, Macenta och Kissidougou. 
Terrängen i Kerouane Prefecture är huvudsakligen kuperad, men norrut är den platt.
Följande samhällen finns i Kerouane Prefecture:
- Banankoro
- Linko
- Kérouané